# Patrick Racing
Patrick Racing is een voormalig Amerikaans raceteam dat deelnam aan de Champ Car series en het Indy Racing League kampioenschap. Het werd opgericht door Pat Patrick. Het team werd in 1992 overgenomen door Bobby Rahal en Carl Hogan en ging vanaf dan verder onder de naam Rahal Hogan Racing, het latere Rahal Letterman Racing. Na de overname richtte Patrick een nieuw team op onder dezelfde naam, dat vanaf 1995 deelnam aan het Champ Car kampioenschap en dat één jaar deelnam aan het Indy Racing League kampioenschap in 2004. In 2005 hield dat team op te bestaan.

## Champ Car
Het team nam deel vanaf het begin van de jaren 70 aan het USAC Championship Car kampioenschap, de voorloper van het Champ Car kampioenschap. Het won de titel in deze raceklasse in 1976 met coureur Gordon Johncock, die ook de Indianapolis 500 van 1973 en 1982 won met het team. Vanaf 1979 nam het team deel aan de dan pas opgerichte Champ Car series. Het won de titel in 1989 met Braziliaans coureur Emerson Fittipaldi, die dat jaar ook de Indy 500 won. Het team werd verkocht in 1992 maar enkele jaren later richtte Patrick een nieuw team op met dezelfde naam. Het won nooit het Champ Car kampioenschap, maar in 2000 werden Patrick Racing coureurs Adrián Fernández en Roberto Moreno respectievelijk tweede en derde in de eindstand van het kampioenschap na kampioen Gil de Ferran. Het team reed in 2004 één jaar in de Indy Racing League zonder veel succes en hield daarna op te bestaan.
Kampioenschapstitels
- 1976  Gordon Johncock
- 1989  Emerson Fittipaldi

Indy 500 winnaars
- 1973  Gordon Johncock
- 1982  Gordon Johncock
- 1989  Emerson Fittipaldi